# Campionat del món de ciclisme en pista de 2003
El Campionat Mundial de Ciclisme en Pista de 2003 es va celebrar a Stuttgart (Alemanya) entre el 30 de juliol i el 3 d'agost de 2003.
Les competicions es van celebrar al Pavelló Hans Martin Schleyer de Stuttgart. En total es va competir en 15 disciplines, 9 de masculines i 6 de femenines.

## Resultats

### Masculí
| Prova                     | Or                                                                       | Argent                                                                 | Bronze                                                                      |
| Velocitat individual      | Laurent Gané · França                                                    | Jobie Dajka · Austràlia                                                | René Wolff · Alemanya                                                       |
| Velocitat per equips      | Alemanya · Jens Fiedler · René Wolff · Carsten Bergemann                 | França · Mickaël Bourgain · Laurent Gané · Arnaud Tournant             | Regne Unit · Chris Hoy · Craig MacLean · Jamie Staff                        |
| Persecució individual     | Bradley Wiggins · Regne Unit                                             | Luke Roberts · Austràlia                                               | Sergi Escobar · Espanya                                                     |
| Persecució per equips     | Austràlia · Peter Dawson · Brett Lancaster · Graeme Brown · Luke Roberts | Regne Unit · Rob Hayles · Paul Manning · Bradley Wiggins · Bryan Steel | França · Fabien Merciris · Jérôme Neuville · Franck Perque · Fabien Sanchez |
| Quilòmetre contrarellotge | Stefan Nimke · Alemanya ·                                                | Shane Kelly · Austràlia ·                                              | Arnaud Tournant · França ·                                                  |
| Cursa per punts           | Franz Stocher · Àustria ·                                                | Joan Llaneras · Espanya ·                                              | Jos Pronk · Països Baixos ·                                                 |
| Keirin                    | Laurent Gané · França                                                    | Jobie Dajka · Austràlia                                                | Barry Forde · Barbados                                                      |
| Madison                   | Bruno Risi · Franco Marvulli · Suïssa ·                                  | Gregory Henderson · Hayden Roulston · Nova Zelanda ·                   | Juan Curuchet · Walter Pérez · Argentina ·                                  |
| Scratch                   | Franco Marvulli · Suïssa ·                                               | Robert Sassone · França ·                                              | Jean Pierre van Zyl · Sud-àfrica ·                                          |

### Femení
| Prova                     | Or                                            | Argent                          | Bronze                           |
| Velocitat individual      | Svetlana Grankovskaya · Rússia                | Natàl·lia Tsilínskaia · Belarús | Nancy Contreras · Mèxic          |
| Persecució individual     | Leontien Zijlaard-Van Moorsel · Països Baixos | Katie Mactier · Austràlia       | Olga Slyusareva · Rússia         |
| 500 metres contrarellotge | Natàl·lia Tsilínskaia · Belarús               | Nancy Contreras · Mèxic         | Jiang Cuihua · R.P. de la Xina · |
| Cursa per punts           | Olga Slyusareva · Rússia ·                    | Edita Kubelskienė · Lituània    | Yoanka González · Cuba ·         |
| Scratch                   | Olga Slyusareva · Rússia ·                    | Rochelle Gilmore · Austràlia    | Adrie Visser · Països Baixos ·   |
| Keirin                    | Svetlana Grankovskaya · Rússia                | Anna Meares · Austràlia         | Oksana Grichina · Rússia ·       |

## Medaller
| Pos. | País            | Or | Plata | Bronze | Total |
| 1    | Rússia          | 4  |       | 2      | 6     |
| 2    | França          | 2  | 2     | 2      | 6     |
| 3    | Alemanya        | 2  | 0     | 1      | 3     |
| 4    | Suïssa          | 2  |       |        | 2     |
| 5    | Austràlia       | 1  | 7     |        | 8     |
| 6    | Regne Unit      | 1  | 1     | 1      | 3     |
| 7    | Belarús         | 1  | 1     |        | 2     |
| 8    | Països Baixos   | 1  |       | 2      | 3     |
| 9    | Àustria         | 1  |       |        | 1     |
| 10   | Espanya         |    | 1     | 1      | 2     |
| 10   | Mèxic           |    | 1     | 1      | 2     |
| 12   | Lituània        |    | 1     |        | 1     |
| 12   | Nova Zelanda    |    | 1     |        | 1     |
| 14   | Argentina       |    |       | 1      | 1     |
| 14   | Barbados        |    |       | 1      | 1     |
| 14   | R.P. de la Xina |    |       | 1      | 1     |
| 14   | Cuba            |    |       | 1      | 1     |
| 14   | Sud-àfrica      |    |       | 1      | 1     |